# 杉山あいり
杉山 あいり（すぎやま あいり、8月24日 - ）は、日本の女性声優。アクセント所属。岐阜県出身。

## 出演作品

### アニメ
- アバローのプリンセス　エレナ（アンバー）
- ちいさなプリンセス ソフィア（アンバー）

### ドラマCD
- 大垣きゅん物語（大垣ゆん[2]）
- れでぃ×ばと!

### 吹き替え
- 殺人の足跡マーダーランド（ジェイド）